# Dinguiraye (Guinée)
Pour les articles homonymes, voir Dinguiraye.
Dinguiraye ou Dinguiray, est une ville de Guinée située dans la région de Faranah. C'est le siège de la préfecture homonyme.

## Géographie
Dinguiraye se trouve sur le Tinkisso, un affluent du Niger, à une altitude d'environ 441 m.

## Toponymie

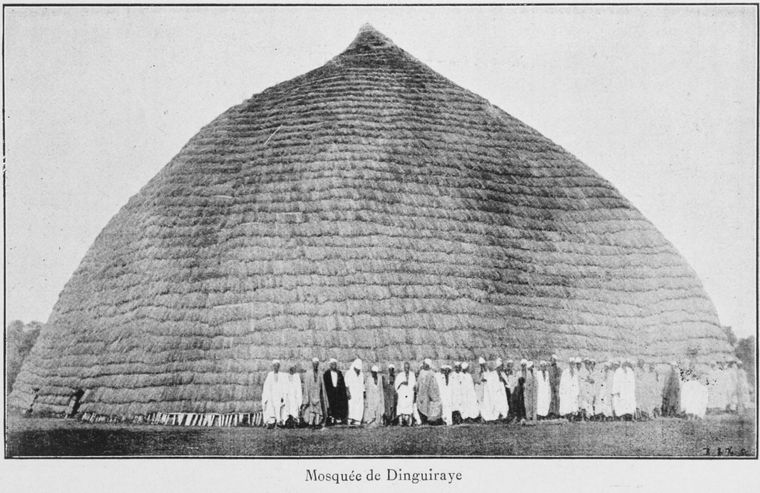
Mosquée de Dinguiraye, vers 1900).

Dinguiraye désigne en pular un  « parc de bœufs ». Selon la tradition orale, El Hadj Omar  aurait demandé à un volontaire, Samba Polel, d'identifier un lieu de résidence approprié. Polel découvre un troupeau de buffles, de bœufs et d'antilopes sauvages dans un endroit qui est alors nommé « Dinguiraye ».

## Histoire
La ville était l'un des lieux de prédication de l'Imâm Umar Al Fûtî qui y fonda également une grande mosquée vers 1850.

## Population
À partir d'une extrapolation du recensement de 2014 (RGPH3), la population de Dinguiraye Centre a été estimée à 50 414 personnes.

## Personnalités nées à Dinguiraye
- Bocar Baïla Ly (1954- ), conseiller principal de la présidence de la république de Guinée,

- Habib Marouane Camara (1989-), journaliste et analyste politique guinéen ;

- Saïdou Bokoum (1945-), écrivain et metteur en scène franco-guinéen